# University of Texas–Pan American
Die University of Texas-Pan American (auch als UTPA oder UT Pan Am bekannt) war eine staatliche Universität in Edinburg im Süden des US-Bundesstaates Texas. 1927 als Edinburg College gegründet, war die Hochschule Teil des University of Texas System.
Im Jahr 2013 genehmigte der texanische Gesetzgeber eine Fusion zwischen UTPA und der nahe gelegenen University of Texas at Brownsville, wodurch die neue University of Texas Rio Grande Valley (UTRGV) entstand. Der Unterricht an der UTRGV begann im August 2015.

## Fakultäten
- Gesundheitswissenschaften und Human Services
- Künste und Geisteswissenschaften
- Naturwissenschaften und Ingenieurwesen
- Pädagogik
- Sozial- und Verhaltenswissenschaften
- Wirtschaftswissenschaften

## Sport
Die Sportteams der UTPA waren die Broncs. UTRGV erbte die früheren Mitgliedschaften von UTPA in der NCAA Division I und der Western Athletic Conference und nahm den neuen Spitznamen Vaqueros an. Im Juli 2024 verließ UTRGV die WAC und wechselte zur Southland Conference.